# Ben (nome)
Ben  è un nome proprio di persona inglese, tedesco e olandese maschile.

## Varianti
- Inglese: Bennie[1], Benny[1]

## Origine e diffusione
È l'ipocoristico di vari nomi che cominciano per "Ben-", come Benjamin, Benedict/Bennett e altri; in olandese viene usato anche per abbreviare Bernhard.
"Big Ben" è il nome della campana più grande della torre dell'orologio del palazzo di Westminster a Londra, ma oggi comunemente viene chiamata così l'intera torre; il nome è probabilmente ispirato a quello del politico Benjamin Hall, che fu commissario capo quando la campana venne fusa.

## Onomastico
L'onomastico si festeggia lo stesso giorno di quello del nome di cui è considerato un ipocoristico.

## Persone

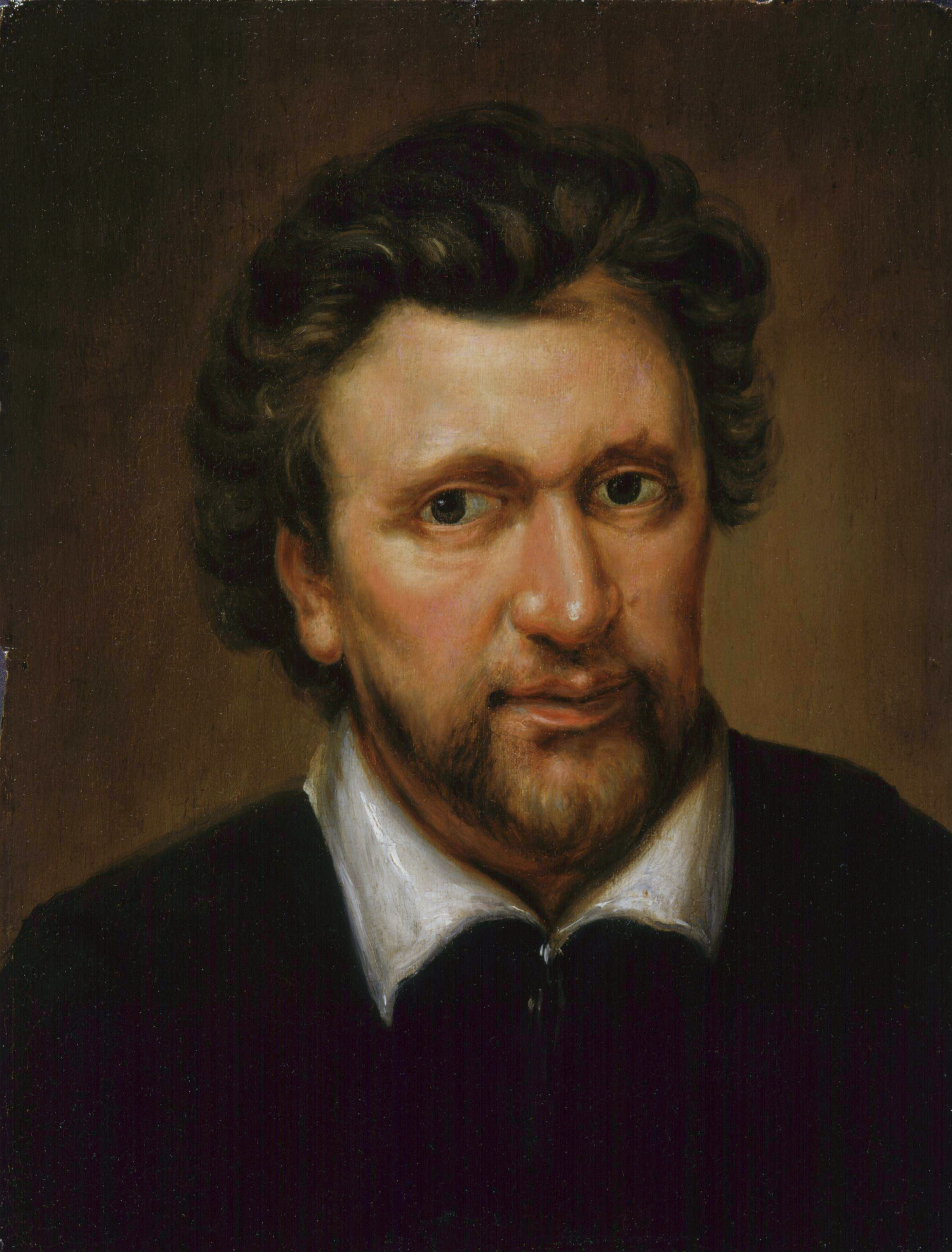
Ben Jonson

- Ben Affleck, attore, sceneggiatore, regista e produttore cinematografico statunitense
- Ben Barnes, attore britannico
- Ben Harper, cantante e chitarrista statunitense
- Ben Jonson, drammaturgo, attore teatrale e poeta britannico
- Ben Kingsley, attore britannico
- Ben Sherman, stilista britannico
- Ben Stiller, attore, regista, sceneggiatore e produttore cinematografico statunitense

### Variante Bennie

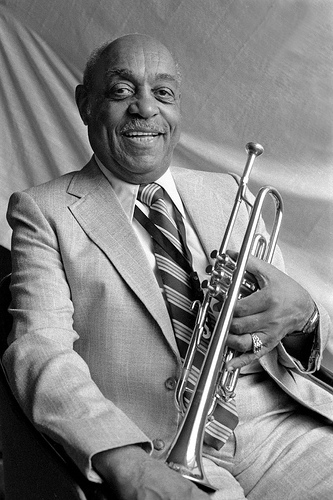
Benny Carter

- Bennie Bonacio, clarinettista, sassofonista, compositore e produttore musicale italiano naturalizzato statunitense
- Bennie Lands, cestista canadese
- Bennie Logan, giocatore di football americano statunitense
- Bennie Maupin, clarinettista, flautista e sassofonista statunitense
- Bennie Moten, direttore d'orchestra e pianista statunitense
- Bennie Muller, calciatore olandese
- Bennie Swain, cestista statunitense

### Variante Benny
- Benny Andersen, cantautore e pianista danese
- Benny Andersson, musicista, compositore e arrangiatore svedese
- Benny Binion, imprenditore statunitense
- Benny Carter, sassofonista, trombettista, arrangiatore statunitense
- Benny Friedman, allenatore di football americano e giocatore di football americano statunitense
- Benny Golson, musicista, compositore e arrangiatore statunitense
- Benny Goodman, clarinettista, compositore e direttore d'orchestra statunitense
- Benny Hill, attore, comico e cantante britannico
- Benny Leonard, pugile statunitense